# Bufonia macropetala
Bufonia macropetala é uma espécie de planta com flor pertencente à família Caryophyllaceae. 
A autoridade científica da espécie é Willk., tendo sido publicada em Flora 34: 604 (1851); et Ic. Pl. Hisp. 112.

## Portugal
Trata-se de uma espécie presente no território português, nomeadamente os seguintes táxones infraespecíficos:
- Bufonia macropetala subsp. willkommiana - presente em Portugal Continental. Em termos de naturalidade é nativa da região atrás referida. Não se encontra protegida por legislação portuguesa ou da Comunidade Europeia.